# Cultybraggan Camp

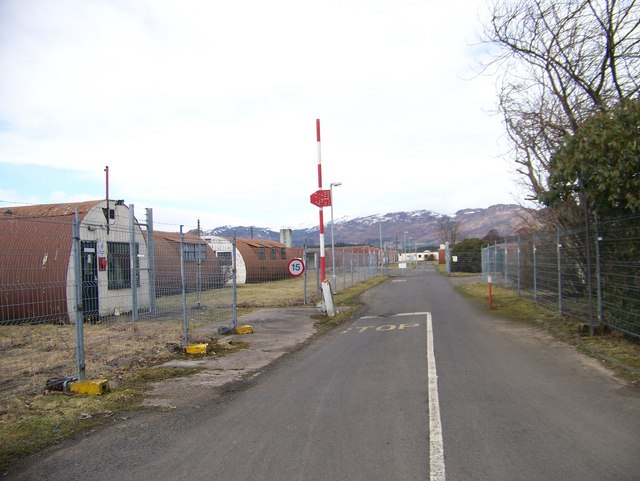
Zufahrt des Cultybraggan Camps

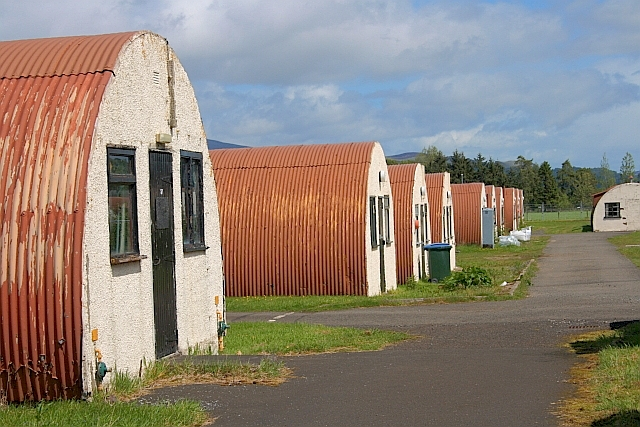
Nissenhütten in Cultybraggan

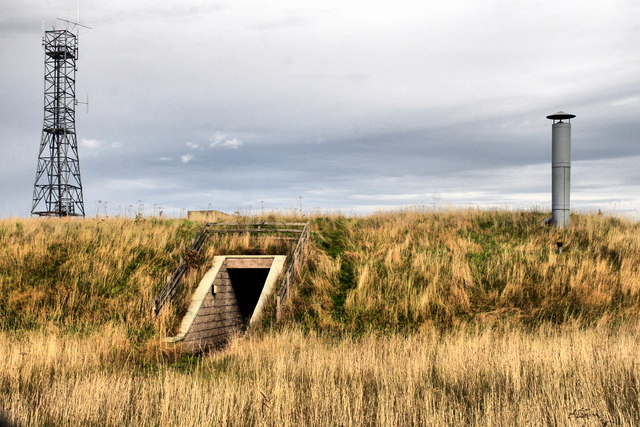
Eingang zur Bunkeranlage

Das Cultybraggan Camp ist ein ehemaliges Kriegsgefangenenlager und späteres militärisches Ausbildungslager nahe der schottischen Ortschaft Comrie in der Council Area Perth and Kinross. 2006 wurden die Baracken 19, 20 sowie 44–46 in die schottischen Denkmallisten in der höchste Denkmalkategorie A aufgenommen. Weitere Baracken sind außerdem als Ensemble als Kategorie-B-Bauwerke geschützt. Des Weiteren bilden beide Einzeldenkmäler zusammen ein Denkmalensemble der Kategorie A.

## Geschichte
Das Cultybraggan wurde um 1941 als Kriegsgefangenenlager für Gefangene des Zweiten Weltkriegs eingerichtet. Im September 1941 waren die Arbeiten noch nicht abgeschlossen. Mit einer Kapazität von 4500 Insassen ursprünglich für italienische Kriegsgefangene vorgesehen, wurde es wohl nie zu diesem Zwecke verwendet. Stattdessen diente es zunächst als Durchgangslager für deutsche Kriegsgefangene. Im Mai 1944 waren dort 785 Personen interniert. Am Weihnachtstag 1944 waren es schließlich 3988 Kriegsgefangene. Das Cultybraggan Camp entwickelte sich zu einem von zwei Hochsicherheitslagern im Vereinigten Königreich, in welchem glühende Anhänger des Nationalsozialismus und höherrangige Gefangene festgehalten wurden, die als gefährlich eingestuft worden waren. Am 22. Dezember 1944 wurde dort Wolfgang Rosterg, der als Verräter galt, von seinen Mitgefangenen ermordet. Fünf von ihnen wurden später in Pentonville gehängt. Im Mai 1947 wurde das Kriegsgefangenenlager aufgelöst.
Fortan diente die Anlage als Ausbildungslager des britischen Militärs. Ursprünglich bestand das Cultybraggan Camp aus 80 Nissenhütten, von denen 62 für die Gefangenen vorgesehen waren. Im Laufe der Jahrzehnte wurden mehrere Hütten entfernt. Um 1960 wurde eine Trainingshütte zur Simulation von Gasangriffen eingerichtet. Des Weiteren wurden Schießstände sowie ein Trainingsparcours hinzugefügt; außerdem ein Explosivstofflager. Unterirdisch wurde in den frühen 1990er Jahren ein Bunker eingerichtet, der als Hauptquartier der Regionalregierung dienen sollte. Im Jahre 2004 endete die militärische Nutzung der Anlage.